# Уйметт, Карл
Карл Вильям Уйметт (фр. Karl William Ouimette; род. 18 июня 1992, Репантиньи, Квебек, Канада) — канадский футболист, защитник клуба «Атлетико Оттава». Выступал за сборную Канады.

## Клубная карьера
Уйметт — воспитанник клуба «Монреаль Импакт». 5 июня 2012 года клуб подписал с ним контракт по правилу доморощенного игрока. 21 июля в матче против «Хьюстон Динамо» он дебютировал в MLS. 19 октября 2013 года в поединке против «Филадельфии Юнион» Карл забил свой первый гол за команду. В 2013 и 2014 годах он дважды становился победителем Первенства Канады. 6 февраля 2015 года «Монреаль Импакт» отчислил Уйметта.
5 марта 2015 года Уйметт был подписан американским «Нью-Йорк Ред Буллз». 2 мая в матче против «Нью-Инглэнд Революшн» он дебютировал за «Ред Буллз». В сезонах 2015 и 2016 Уйметт периодически играл за фарм-клуб ньюйоркцев в United Soccer League — третьем дивизионе. Вторую половину сезона 2016 он провёл в аренде в клубе NASL «Джэксонвилл Армада». По окончании сезона 2016 «Нью-Йорк Ред Буллз» не стали продлевать договор с Уйметтом.
17 января 2017 года Уйметт подписал контракт с новообразованным клубом NASL «Сан-Франциско Делтас». 26 марта в дебютном матче команды, игре против «Инди Илевен», он вышел в стартовом составе на позиции правого защитника. При его участии клуб одержал победу в лиге, одолев в финале сезона 12 ноября «Нью-Йорк Космос» со счётом 2:0. Однако, несколько дней спустя после чемпионского матча клуб «Сан-Франциско Делтас» был расформирован.
2 февраля 2018 года Уйметт заключил контракт с клубом USL «Инди Илевен». За клуб из Индианаполиса он дебютировал 24 марта в матче против «Ричмонд Кикерс», выйдя в стартовом составе. Свой первый гол за «Инди Илевен» он забил 26 июня в ворота «Нэшвилла». 2 мая 2022 года Уйметт отправился в аренду в клуб «Детройт Сити» на оставшуюся часть сезона. По окончании сезона 2022 Уйметт покинул «Инди Илевен».
31 января 2023 года Уйметт подписал двухлетний контракт с клубом Канадской премьер-лиги «Атлетико Оттава». Дебютировал за «Атлетико Оттава» он 25 апреля в матче стартового тура сезона 2023 против «Галифакс Уондерерс».

## Международная карьера
19 ноября 2013 года в товарищеском матче против сборной Словении Уйметт дебютировал за сборную Канады, заменив во втором тайме Адама Стрейта. В 2015 году Карл попал в заявку сборной на участие в Золотом кубка КОНКАКАФ. На турнире он сыграл в матче против сборной Коста-Рики.

## Достижения
Командные
 «Монреаль Импакт»
- Победитель Первенства Канады: 2013, 2014

 «Нью-Йорк Ред Буллз»
- Победитель регулярного чемпионата MLS: 2015

 «Сан-Франциско Делтас»
- Чемпион Североамериканской футбольной лиги: 2017